# Gadbjerg Station
|  | Spekulativ artikel Bemærk at denne artikel er præget af spekulationer og bør omskrives, så fakta er understøttet af verificerbare kilder. |

 Der er for få eller ingen kildehenvisninger i denne artikel, hvilket er et problem. Du kan hjælpe ved at angive troværdige kilder til de påstande, som fremføres i artiklen.

Gadbjerg Station var en dansk jernbanestation i landsbyen Gadbjerg i Sydjylland. Stationen lå på Vejle-Holstebro-banen og åbnede i 1894. Fra 1969 var den trinbræt med tilhørende stationsbygning. Stationen blev nedlagt i 1979 som passagerstation, og stationen fungerer i dag som en fjernstyret krydsningsstation. 
I forbindelse med den foreslåede Billundbane vil trafikken på banen, afhængigt af linjeføringen, blive udvidet og Gadbjerg station vil i så tilfælde blive genåbnet. Såfremt dette skulle blive en realitet, vil rejsende til Herning få mulighed for at skifte i Gadbjerg og på denne måde spare tid i transport.[kilde mangler]
Såfremt Billundbanen bliver en realitet, vil sporarealet ved Gadbjerg blive udvidet med yderligere et dobbeltspor mod Jelling.
Stationbygningen i byen er revet ned, og grunden fremstår i dag som ukrudtbevokset mark. Stationsbygningen lå skråt bag byens hotel.
55°46′26.3″N 9°19′30″Ø / 55.773972°N 9.32500°Ø
| Jernbane | Spire Denne jernbaneartikel er en spire som bør udbygges. Du er velkommen til at hjælpe Wikipedia ved at udvide den. |